# Wyatt Eaton
Wyatt Eaton, nombre de nacimiento Charles Wyatt Eaton (Philipsburg, Canadá, 6 de mayo de 1849-Newport, Estados Unidos, 7 de junio de 1896), fue un pintor canadiense-estadounidense y uno de los fundadores de la Sociedad de Artistas Americanos.

## Biografía
Nacido en Philipsburg, Quebec, Bajo Canadá, Eaton fue estudiante de la National Academy of Design de Nueva York. En 1872, se trasladó a París y estudió en la École des Beaux-Arts bajo la tutela de Jean-Léon Gérôme. Durante esta época, conoció a Jean-François Millet en Barbizon, y recibió amplia influencia de su colega Jules Bastien-Lepage.
Tras su regreso a Estados Unidos en 1877, entró como profesor del Instituto Cooper y abrió su propio estudio en Nueva York. Sería uno de los fundadores originales de la Sociedad de Artistas Americanos, donde ejerció como primer secretario.
Eaton murió de tuberculosis en Newport. Rhode Island el 7 de junio de 1896.

## Obras
- 1870 - Farmer's Boy
- 1875 - Reverie
- 1876 - Harvesters at Rest
- 1879 - Boy Whittling
- 1879 - Portrait of William Cullen Bryant
- 1880 - Grandmother and Child